# Groble (województwo podkarpackie)
Groble – wieś w Polsce położona w województwie podkarpackim, w powiecie niżańskim, w gminie Jeżowe. Groble są położone we wschodniej części gminy Jeżowe, przy drodze wojewódzkiej nr 861, relacji Bojanów - Jeżowe - Kopki. Wieś zajmuje trzecie miejsce w gminie pod względem powierzchni, a drugie pod względem liczby ludności.
| SIMC    | Nazwa     | Rodzaj     |
| ------- | --------- | ---------- |
| 0795399 | Sibigi    | przysiółek |
| 0795407 | Zagórzany | przysiółek |

Wieś składa się z dwóch sołectw: Groble (główna część wsi) i Sibigi (przysiółki Sibigi i Zagórzany).
Miejscowość jest siedzibą rzymskokatolickiej parafii Najświętszego Serca Pana Jezusa należącej do dekanatu Rudnik.
Nie jest znana data założenia wsi. Wzmiankowana w 1472. Zapiski kronikarskie mówią, iż szkoła w tej miejscowości istniała już w 1907 roku. Wiadomo, że powstała ona znacznie wcześniej. I wojna światowa dosięgła również mieszkańców Grobel. W 1915 roku wioska została prawie całkowicie zniszczona podczas bitwy, która miała miejsce w Boże Ciało. W 1923 powstała Ochotnicza Straż Pożarna w Groblach.
W latach 1954–1961 wieś należała i była siedzibą władz gromady Groble, po jej zniesieniu w gromadzie Jeżowe. W latach 1975–1998 miejscowość administracyjnie należała do województwa tarnobrzeskiego.